# Das Glas der Vernunft
Mit dem Kasseler Bürgerpreis Das Glas der Vernunft werden Personen oder Institutionen geehrt, die sich in besonderer Weise um die Maximen der Aufklärung – Vernunft und Toleranz sowie die Überwindung ideologischer Schranken – verdient gemacht haben. Der Preis wurde 1991 aus Anlass der Deutschen Wiedervereinigung von Bürgern und Bürgerinnen der Stadt Kassel gestiftet. Trägerverein des Preises ist die „Gesellschaft der Freunde und Förderer des Kasseler Bürgerpreises ‚Das Glas der Vernunft‘“, der inzwischen über 480 Mitglieder hat. Vorstand und Kuratorium arbeiten ehrenamtlich.
Die Auszeichnung ist mit 20.000 Euro dotiert (Stand 2023). Die Skulptur zum Preis wurde vom Kasseler Künstler Karl Oskar Blase (* 1925, † 2016) entworfen. Finanziert wird der Preis sowie die Veranstaltung zur Preisverleihung durch Mitgliedsbeiträge und Spenden.

## Preisträger
- 1991 Hans-Dietrich Genscher

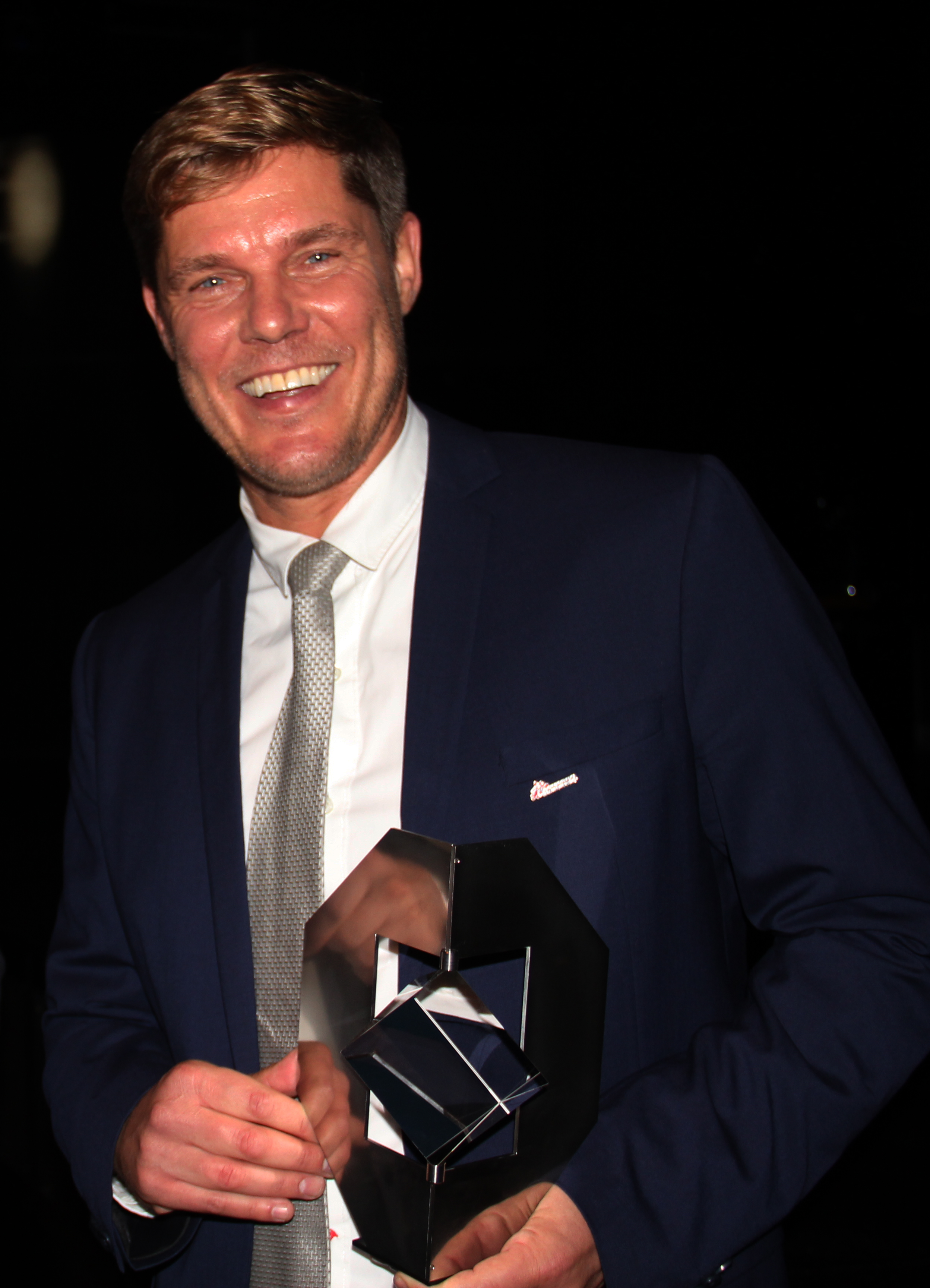
Der Geschäftsführer der Ärzte ohne Grenzen Deutschland, Volker Westerbarkey, Preisträger 2017

- 1992 Carl Friedrich von Weizsäcker
- 1993 Yehudi Menuhin
- 1994 Johan Jørgen Holst (postum) und Terje Rød-Larsen
- 1995 Gyula Horn
- 1996 Hans Koschnick
- 1997 Pavel Kohout
- 1998 Christiaan Barnard
- 1999 Leah Rabin
- 2000 Christo und Jeanne-Claude
- 2001 Beate Langmaack, Heike Richter-Karst und Kai Wessel
- 2002 Hilmar Hoffmann
- 2003 Hans Georg Raschbichler und Dieter Spethmann
- 2004 Klaus von Dohnanyi
- 2005 Harald Szeemann (postum)
- 2006 Ayaan Hirsi Ali
- 2007 Union der Komitees der Soldatenmütter Russlands mit ihrer Generalsekretärin Valentina Melnikowa
- 2008 Władysław Bartoszewski
- 2009 Joachim Gauck
- 2010 Ai Weiwei
- 2011 Royston Maldoom
- 2012 Vandana Shiva
- 2013 Jürgen Habermas
- 2014 Ferenc Kőszeg (Ferenc Kőszeg (Q1126729))
- 2015 Avi Primor
- 2016 Edward Snowden[1] (Preis bis zur Übergabe im Stadtmuseum ausgestellt)[2]
- 2017 Ärzte ohne Grenzen[3]
- 2018 Saúl Lliuya[4]
- 2019 Chimamanda Ngozi Adichie
- 2021 Reporter ohne Grenzen
- 2022 Bénédicte Savoy
- 2023 Natalie Amiri
- 2024 Carolin Emcke[5]

## Belege
1. ↑  kbe: Kasseler Bürgerpreis geht an Edward Snowden. heise online, 17. Juni 2016, abgerufen am 17. Juni 2016.
2. ↑  Stadt Kassel: Stadtportal - Edward Snowdens „Glas der Vernunft“ ist im Stadtmuseum ausgestellt. Archiviert vom Original (nicht mehr online verfügbar) am 9. September 2017; abgerufen am 31. Mai 2017.  Info: Der Archivlink wurde automatisch eingesetzt und noch nicht geprüft. Bitte prüfe Original- und Archivlink gemäß Anleitung und entferne dann diesen Hinweis.
3. ↑  Stadt Kassel: Stadtportal - Kasseler Bürgerpreis Das Glas der Vernunft. Archiviert vom Original (nicht mehr online verfügbar) am 21. September 2017; abgerufen am 30. Mai 2017.  Info: Der Archivlink wurde automatisch eingesetzt und noch nicht geprüft. Bitte prüfe Original- und Archivlink gemäß Anleitung und entferne dann diesen Hinweis.
4. ↑  Peruanischer Landwirt bekommt Kasseler Bürgerpreis. Süddeutsche Zeitung, 29. Mai 2018, abgerufen am 25. August 2020.
5. ↑  Glas der Vernunft Aktuelles vom 15. Februar 2024: Der Kasseler Bürgerpreis "Das Glas der Vernunft" wird am 29. September 2024 an die Autorin und Publizistin Dr. Carolin Emcke übergeben., abgerufen am 15. Februar 2024

## Weblink
- Internetpräsenz „Das Glas der Vernunft“